# كأس النمسا 2009–10
كأس النمسا 2009–10 (بالألمانية: Österreichischer Fußball-Cup 2009/10)‏ هو الموسم 75 من كأس النمسا. أقيم خلال الفترة 2 أغسطس 2009 وحتى 16 مايو 2010، وأشرف على تنظيمه اتحاد النمسا لكرة القدم، وكان عدد الأندية المشاركة فيه 97، وفاز فيه شتورم غراتس.